# Hans-Jürgen Kiebach
Hans-Jürgen Kiebach (né le 28 août 1930 à Berlin, mort le 19 mai 1995 dans la même ville) est un décorateur de cinéma allemand.

## Biographie
Peu après avoir arrêté l'école, Kiebach entre dans le cinéma en 1949 en tant qu'assistant de Gabriel Pellon. Ils travaillent ensemble de 1951 à 1956. Puis de 1959 à 1961, il fait partie de l'équipe autour d'Otto Erdmann. Ensuite il collabore de 1962 à 1966 avec Ernst Schomer.
Durant les années 1950 et 1960, il participe à de nombreux films de divertissement dans tous les genres. Au milieu des années 1960, il travaille dans des productions internationales tournées en partie en Allemagne. En 1971, il conçoit les décors extérieurs du film Cabaret, lesquels sont récompensés par un Oscar.
En outre, il fait pour la télévision des décors de films ou de séries historiques.
Après avoir travaillé pour Otto – Der Film, Kiebach tombe malade.

## Filmographie
- 1951: Grün ist die Heide
- 1951: Wenn die Abendglocken läuten (de)
- 1952: Drei Tage Angst
- 1953: Journal d'une amoureuse
- 1954: Große Starparade
- 1955: Stern von Rio
- 1955 : Le 20 Juillet
- 1955: Liebe, Tanz und 1000 Schlager
- 1956: Cerises dans le jardin du voisin
- 1957: Hoch droben auf dem Berg
- 1958: Peter Voss, der Millionendieb
- 1958: For the first time
- 1959: Le Gang descend sur la ville (de)
- 1959: Bataillon 999
- 1959: Contre-espionnage
- 1960: Scheidungsgrund: Liebe (de)
- 1960: Division Brandenburg
- 1961: Unter Ausschluß der Öffentlichkeit
- 1961: Le Retour du docteur Mabuse
- 1962: Liebe will gelernt sein (de)
- 1963: Der Fluch der gelben Schlange (de)
- 1963: Frühstück im Doppelbett
- 1963: Das Phantom von Soho (de)
- 1964: Das Ungeheuer von London-City
- 1964: Das siebente Opfer (de)
- 1964: Der Fall X 701
- 1964: Freddy, Tiere, Sensationen (de)
- 1964: Cinq Mille Dollars sur l'as (Los pistoleros de Arizona) d'Alfonso Balcázar
- 1965 : Mission dangereuse au Kurdistan (Durchs wilde Kurdistan) de  Franz Josef Gottlieb
- 1965: Im Reiche des silbernen Löwen
- 1965: Mordnacht in Manhattan (de)
- 1966: L'Espion
- 1966: Les Corrompus
- 1967: Deux billets pour Mexico
- 1968: Hannibal Brooks
- 1969: Le Divin Marquis de Sade
- 1969: Klassenkeile
- 1970: Berlin Affair (TV)
- 1971: Cabaret
- 1972: Der Todesrächer von Soho
- 1972: Hochzeitsnacht-Report
- 1972: Lilli – die Braut der Kompanie
- 1973: Der Ostfriesen-Report
- 1975: Lieb Vaterland magst ruhig sein
- 1976: Le Coup de grâce
- 1976: Grete Minde
- 1977: Winterspelt 1944
- 1978: Le Magicien de Lublin
- 1979: Nom de code: S.H.E.
- 1979: La Formule
- 1980: BIM Stars
- 1981: La Passante du Sans-Souci
- 1983: Einmal Ku’damm und zurück (de)
- 1985: Otto – Der Film
- 1987: Das Rätsel der Sandbank (TV)

## Crédit d'auteurs
- (de) Cet article est partiellement ou en totalité issu de l’article de Wikipédia en allemand intitulé « Hans-Jürgen Kiebach » (voir la liste des auteurs).